# Funaota
Funaota ist ein Motu an der Nordspitze des Atolls Nukufetau im Inselstaat Tuvalu.

## Geographie
Funaota liegt zusammen mit dem östlichen Matanukulaelae am geschlossenen Nordsaum des Atolls. Sie ist eine der größeren Inseln des Atolls. Von dort erstreckt sich der geschlossene Riffsaum weiter nach Südwesten. Erst nach einigen Kilometern gibt es wieder eine namhafte Insel, Teafatule.